# Hội đồng Văn hóa Giáo dục Việt Nam Cộng hòa
Hội đồng Văn hóa Giáo dục là cơ quan cố vấn cho Chính phủ và Quốc hội về việc thiết lập và thi hành chính sách văn hóa, giáo dục của Việt Nam Cộng hòa. Trụ sở tạm thời của Hội đồng này được đặt tại phòng hội nghị quốc tế, Khách sạn Hoàn Mỹ, Sài Gòn.

## Lịch sử
Tiền thân là Hội đồng Quốc gia Giáo dục thành lập theo Nghị định số 1302/GD ngày 2 tháng 7 năm 1964 dưới thời Chính phủ Nguyễn Khánh. Đây là cơ quan trực thuộc Bộ Quốc gia Giáo dục chỉ được quyền phát biểu, đề nghị và cho ý kiến về những vấn đề liên quan đến công tác giáo dục. Cơ quan này nhóm họp mỗi năm một lần ngoài phiên họp bất thường khác. Hội viên không được kiêm nhiệm một chức vụ nào khác và không được hành nghề bất cứ nghề gì cả. Trong trường hợp đặc biệt và được Hội đồng chấp thuận, một hội viên có thể dạy thêm một số giờ có giới hạn ở Đại học. Hội viên có thể bị giải chức vì lý do kỷ luật. Sự giải chức sẽ do đề nghị của Hội đồng và được Tổng trưởng Quốc gia Giáo dục duyệt y.
Sau khi ban hành Hiến pháp năm 1967 khai sinh nền Đệ Nhị Cộng hòa, dựa theo quy định của bản hiến pháp này đã góp phần thành lập một cơ quan mới nhằm thay thế Hội đồng Quốc gia Giáo dục mang tên Hội đồng Văn hóa Giáo dục vào ngày 2 tháng 5 năm 1969. Sự chuyển tiếp này bắt đầu từ năm 1969 khi chính phủ Việt Nam Cộng hòa bèn cho lập một loạt các cơ quan có chức năng giám sát hành pháp nhằm cải thiện tính chất dân chủ của chế độ như: Đặc biệt Pháp viện, Hội đồng Văn hóa Giáo dục, Hội đồng Kinh tế Xã hội, Hội đồng các Sắc tộc, Hội đồng An ninh Quốc gia, Hội đồng Thẩm phán và Hội đồng Quân lực. Tuy vậy, hầu hết những hội đồng này đều khó phát huy hiệu quả là do tình trạng chiến tranh kéo dài và chính phủ ưu tiên tận dụng nguồn lực vào vấn đề quốc phòng và an ninh quốc gia. Sau ngày 30 tháng 4 năm 1975, Chính phủ Cách mạng lâm thời Cộng hòa miền Nam Việt Nam đã bãi bỏ những định chế này và thay thế bằng những cơ quan có chức năng tương tự theo kiểu cộng sản.  

## Chức năng
Theo Luật số 005/69, Hội đồng Văn hóa Giáo dục có chức năng như sau:
1. Thành lập một Hàn lâm viện Quốc gia.[7]
2. Cố vấn Chính phủ soạn thảo và thực thi chính sách văn hóa giáo dục.[7]
3. Các dự luật liên quan đến văn hóa giáo dục có thể được Hội đồng tham gia ý kiến trước khi Quốc hội thảo luận.[7]
4. Với sự chấp thuận của Quốc hội, Hội đồng Văn hóa Giáo dục có thể cử đại diện thuyết trình trước Quốc hội về các vấn đề liên hệ.[7]

Hội đồng cũng có thể tham gia ý kiến với các cơ quan hiến định như Hội đồng Kinh tế Xã hội và Hội đồng các Sắc tộc về các vấn đề liên quan đến Hội đồng Văn hóa Giáo dục, khi được hỏi tới. Hội đồng cũng có thể yêu cầu được tham gia ý kiến với các cơ quan hiến định nói trên về các vấn đề liên hệ tới văn hóa giáo dục. Cách thức tham gia ý kiến của hội đồng với những cơ quan hiến định này có thể là cử đại diện tham dự và thuyết trình tại các phiên họp của những cơ quan đó hay tại các phiên họp của ủy ban liên hệ thuộc các cơ quan đó, hoặc gửi bản ý kiến viết của hội đồng tới, hoặc đề nghị tổ chức các phiên họp chung giữa hai hội đồng hay giữa những ủy ban liên hệ của hai hội đồng.

## Cơ cấu tổ chức
Thành phần Hội đồng Văn hóa Giáo dục do Phó Tổng thống làm Chủ tịch và gồm có 45 hội viên thực thụ, 15 hội viên dự khuyết được phân chia như sau: 15 hội viên thực thụ và 5 hội viên dự khuyết do Tổng thống chỉ định; 30 hội viên thực thụ và 10 hội viên dự khuyết do các tổ chức văn hóa, giáo dục công ,tư, các hội phụ huynh học sinh đề cử. Nhiệm kỳ của hội viên là 4 năm, có thể được tái tuyển.
Trong khóa họp thường lệ đầu tiên mỗi năm, Hội đồng bầu một Phó Chủ tịch đặc trách về văn hóa, một Phó Chụ tịch đặc trách về giáo dục, một Tổng Thư ký và một Phó Tổng Thư ký. Các vị này họp với Chủ tịch thành Văn phòng thường trực của Hội đồng. Ngoài ra, Hội đồng sẽ thành lập các Ủy ban chuyên môn. Mỗi lục cá nguyệt, Hội đồng họp một khóa thường lệ do Chụ tịch Hội đồng triệu tập. Mỗi khóa họp thường lệ không lâu quá 15 ngày. Ngoài ra, Hội đồng có thể họp khóa bất thường do quyết định của Chủ tịch Hội đồng hoặc do sự yêu cầu của Tổng thống hay quá bán tổng số hội viên thực thụ. Mỗi khóa họp bất thường không lâu quá 10 ngày.

## Ủy ban chuyên môn
Hội đồng Văn hóa Giáo dục thành lập chín ủy ban chuyên môn có nhiệm vụ nghiên cứu, phúc trình và cho ý kiến về những vấn đề liên hệ. Những ủy ban chuyên môn này bao gồm:
1. Ủy ban Nghiên cứu thiết lập Hàn lâm viện Quốc gia
2. Ủy ban Nhân văn
3. Ủy ban Nghệ thuật
4. Ủy ban Bảo tồn di tích lịch sử và phát triển các cơ sở văn hóa
5. Ủy ban Đại học
6. Ủy ban Trung, tiểu học
7. Ủy ban Kỹ thuật và chuyên nghiệp
8. Ủy ban Giáo dục đại chúng
9. Ủy ban Thanh thiếu niên

Văn phòng ủy ban chuyên môn gồm có một Trưởng ban, một Phó Trưởng ban, một thư ký và một hay nhiều thuyết trình viên. Ủy ban có thể chia thành các tiểu ban tùy theo nhu cầu. Các Trưởng Tiểu ban do ủy ban đề cử. Cách thức điều hành các tiểu ban giống như cách thức điều hành các ủy ban. Số ủy viên của các ủy ban có thể tăng giảm tùy theo nhu cầu Ủy viên các ủy ban do các trưởng ban mới. Mỗi hội viên thực thụ phải tham gia ít nhất một ủy ban và chỉ có thể tham gia nhiều nhất ba ủy ban. Mỗi hội viên thực thụ chỉ có thể giữ chức vụ trưởng ban một ủy ban mà thôi. Trưởng ban và Phó Trưởng ban do Hội đồng bầu theo lối phiếu kín, đơn danh, đa số tương đối. Người nhiều phiếu nhất là Trưởng ban, người có số phiếu kế tiếp là Phó Trưởng ban. Thư ký và các thuyết trình viên do ủy ban bầu.
Trưởng ban triệu tập và chủ tọa các phiên họp của ủy ban. Ủy ban họp hợp lệ khi hội đủ quá bán tổng số ủy viên. Ủy ban quyết định với đa số quá bán tổng số ủy viên hiện diện. Trưởng ban không biểu quyết; khi số phiếu thuận và nghịch ngang nhau, ý kiến của trưởng ban có tính cách quyết định. Khi Trưởng ban bị ngăn trở, Phó Trưởng ban đương nhiên thay thế. Các ủy ban họp mỗi tháng một lần, mỗi lần không quá 3 ngày. Tuy nhiên, Trưởng ban có thể triệu tập những phiên họp bất thường của ủy ban sau khi được sự thỏa thuận của Chủ tịch Hội đồng. Nếu xét cần, khi có lời yêu cầu của ủy ban, văn phòng thường trực sẽ mời các nhân viên Chính phủ hoặc tư nhân tham dự các phiên họp của ủy ban này. Đại diện các đoàn thể có tư cách pháp nhân, các tư nhân có thể được mời tới ủy ban để tham khảo ý kiến. Nhiệm kỳ của các ủy ban chuyên môn được ấn định giống như nhiệm kỳ của văn phòng thường trực. Hội đồng có thể bất tín nhiệm các Trưởng ban, Phó Trưởng ban theo thể thức bất tín nhiệm các nhân viên văn phòng thực trực theo điều 11 nội quy. Trong trường hợp có sự vắng mặt của Trưởng ban, vì bất cứ lý do gì, hội đồng sẽ bầu người thay thế trong phiên khoáng đại gần nhất. Các ủy ban chuyên môn được quyền sử dụng các chuyên viên.

## Nhận định
Hội đồng này đóng vai trò thẩm định và đề xuất cải cách giáo dục, chương trình học, chính sách giáo viên, chính sách phát triển đại học và kỹ thuật, xây dựng hệ thống trường công và tư. Góp phần xây dựng bản sắc văn hóa dân tộc trong bối cảnh chống cộng sản và hội nhập với phương Tây. Nó thể hiện nỗ lực của Việt Nam Cộng hòa trong việc đặt nền tảng giáo dục khai phóng và nhân bản, tách biệt khỏi mô hình giáo dục xã hội chủ nghĩa miền Bắc.